# Johnnies
Les Johnnies sont des cultivateurs et marchands d'oignons de Roscoff et Santec qui, du XIXe siècle au milieu du XXe siècle partaient, de juillet à décembre, au Royaume-Uni, de l'autre côté de la Manche, pour vendre leurs oignons.

## Histoire

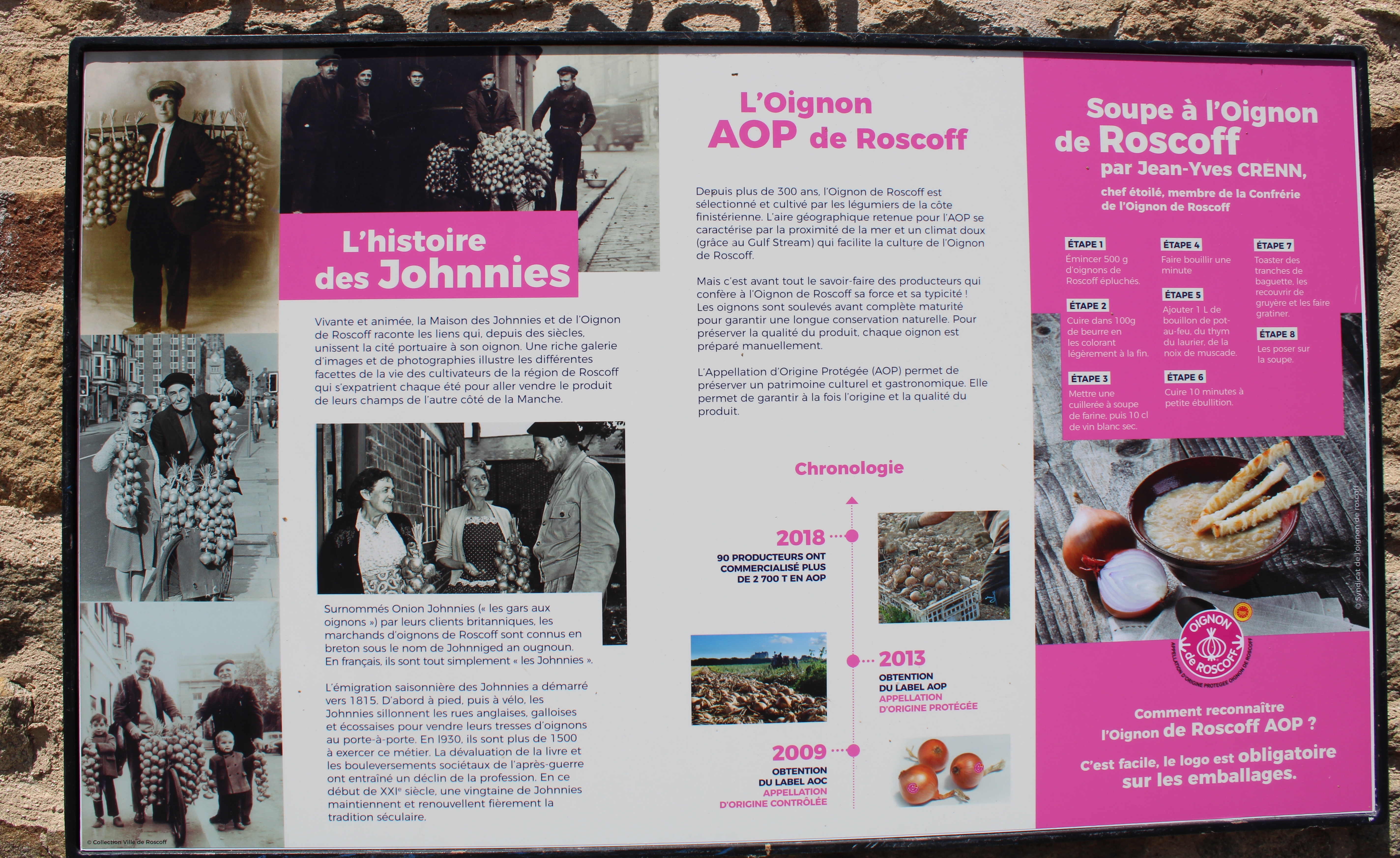
Histoire des Johnnies (maison des Johnnies à Roscoff).

Le colportage de légumes a commencé au départ de Roscoff par voie de terre vers l'ouest de la France à la fin du XVIIIe siècle au cours de la crise économique qui a précédé la Révolution. Selon Alexandre Dumas un roscovite serait parti à Londres avec un sloop rempli d'oignons et aurait affiché sur sa charrette remplie d'oignons amenée sur un marché de Londres une pancarte affichant : The english onion is not good ; il en serait résulté une bagarre, mais le breton aurait vendu toute sa cargaison. La date de ce fait-divers est inconnue.
Un demi-siècle plus tard, en 1828, se dit-il, un cultivateur roscovite, Henri Ollivier, aurait affrété une gabarre, l'aurait chargée d'oignons et avec trois compagnons se serait dirigé vers l'Angleterre. Ils auraient débarqués à Plymouth et seraient parvenus rapidement à vendre leur cargaison. Mais aucune trace d'un voyage en Angleterre d'Henri Ollivier n'a pu être identifiée.
Au Royaume-Uni, les vendeurs furent appelés en anglais Johnnies (« les petits Jean ») ou Onion Johnnies, et en gallois Sioni Wynwns (translittération locale d'« Onion Johnny »). Le terme est passé en breton : an Johnniged. Ils ont été surnommés ainsi car, à cette époque, ils emmenaient avec eux leurs enfants, âgés d'une dizaine d'années et petits par la taille, Yann, équivalent de John, et Yannick, équivalent de Johnny, étant en breton des prénoms très usuels[réf. nécessaire]. D'autres explications sur l'origine de ce surnom ont été également formulées. Selon la chercheuse Léa Leboissetier, l'origine de ce surnom est encore débattue :  « la linguiste Estelle Boudillet la rapporte à une tradition xénophobe qui associait à un groupe d’étrangers un surnom sur le modèle « John(ny) + éthnonyme ou attribut emblématique ». Mais ce stéréotype est en fait avant tout positif : les Johnnies acquièrent rapidement, au Royaume-Uni, une bonne réputation », écrit-elle.

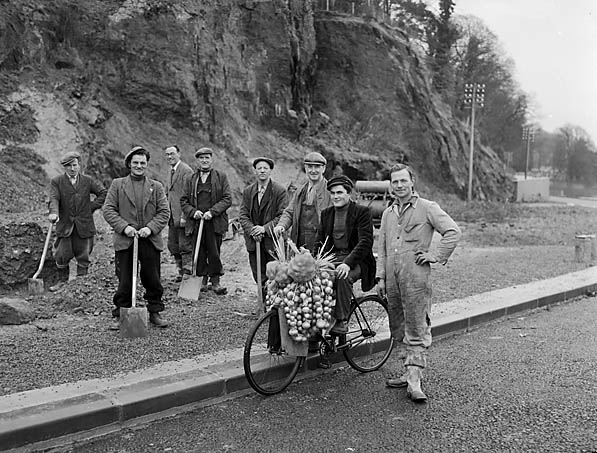
Un Johnny, Daniel Tanguy, à vélo à Llanycil le 23 janvier 1958.

Les vendeurs d'oignons faisaient du porte-à-porte, portant leurs marchandises tressées sur les épaules puis, quand la bicyclette est apparue, sur leurs vélos. Souvent, les clients gardaient d'une année sur l'autre « leur » Johnny. L'activité restait cependant spéculative. Le succès de l'opération dépendait de l'absence d'avarie et du prix d'achat auprès du producteur. Jusqu'après la Seconde Guerre mondiale, les oignons étaient achetés en terre, donc à un prix sur lequel le Johnny faisait le pari qu'il serait suffisamment inférieur au futur prix de vente moyen pour que sa marge soit suffisante. Or ce prix de vente variait selon le succès de la récolte. Cependant, le climat dans la Ceinture dorée est suffisamment doux et régulier pour que le pari ne fût pas trop téméraire.
L'émigration saisonnière augmenta d'année en année. Des chiffres sont avancés : d'un millier autour de la Grande Guerre, leur effectif atteindrait 1 400 en 1929, année de leur apogée. Ces chiffres sont à nuancer : selon Léa Leboissetier, on compte 2 000 Johnnies au tournant du siècle, « un chiffre qui se maintient jusque dans les années 1920. Il diminue après l’instauration de tarifs douaniers au début des années 1930, avant de remonter pour atteindre les 700-900 vendeurs à la veille de la Seconde Guerre mondiale ». La région était surpeuplée et les fermes suffisamment rentables pour nourrir les familles. Au début du XXe siècle, les légumes étaient livrés aux coopératives agricoles. Mais l'automne, morte saison, devait être rentabilisé.

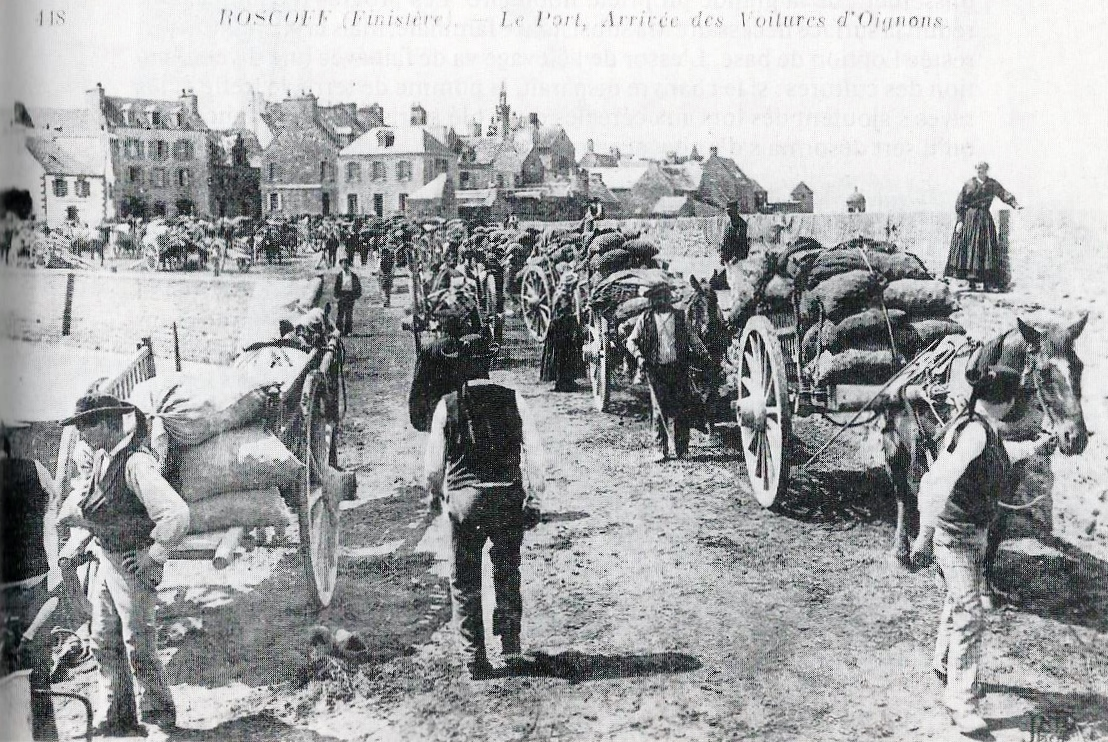
Roscoff : l'arrivée des voitures d'oignons au port vers 1920 (carte postale)
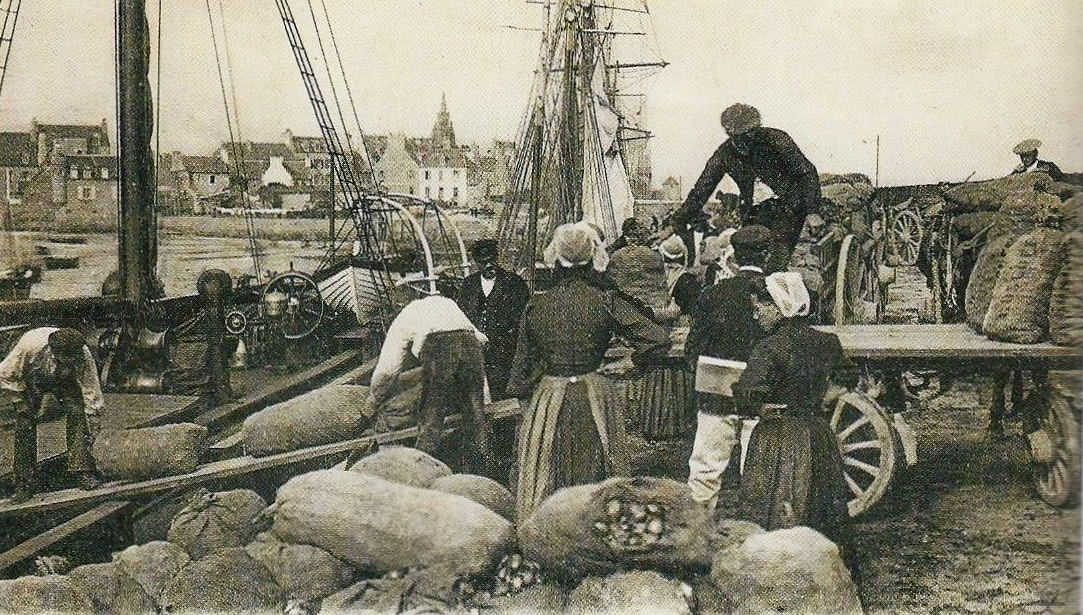
Roscoff : l'embarquement des oignons pour l'Angleterre (vers 1920)

Avant la Première Guerre mondiale, les Johnnies formèrent des « compagnies », associations saisonnières de quinze à trente membres. Certaines, comme celles d'ar Bouteger, ar Broc'h, ar Pabor, Per-Hir, ar Pen-Polis, comptaient jusqu'à soixante membres.
Les années 1930 marquent l'apogée de ce commerce qui déclina après la Seconde Guerre mondiale jusqu'aux années 1980 (il n'y avait plus que 160 Johnnies en 1970) avant de s'éteindre. Le retrait du Royaume-Uni de l'Union européenne, encore appelé Brexit, en 2020, a participé à réduire le nombre de ces vendeurs en réintroduisant une lourdeur administrative pour entrer au Royaume-Uni.
La traversée vers la côte sud (Penzance, Cowes sur l'île de Wight, Southampton, Portsmouth, Brighton, Douvres) prenait de dix-huit à quarante-huit heures selon les vents ; vers la côte est : Hull, Sunderland et Newcastle, ou encore le Pays de Galles ou l'Écosse.
On trouvait des Johnnies à Roscoff et dans les environs : Santec, Saint-Pol, Plougoulm, Sibiril, Cléder…
François Ménez les décrit ainsi :

« Le Johnny ne disposait, avant la guerre [Première Guerre mondiale], pour le transport de ses légumes, que de l'archaïque charrette à bras qu'il traînait par les routes anglaises, le plus souvent pieds nus, le pantalon retroussé jusqu'aux genoux, de la fine pointe de l'aube jusqu'au soir tombé et jusqu'à ce que la cargaison soit épuisée, la règle étant de ne rentrer en Léon qu'une fois le stock écoulé. Il s'en allait donc, de village en village et de ville en ville, de Torquay à Aberdeen, des baies de Cornouailles aux Hautes Terres d'Écosse, coiffé d'un vaste chapeau de jonc, tenant sur l'épaule, à la façon annamite, une longue perche d'où les bottes d'oignons, aux tiges tressées, pensaient par de longs chapelets. (...) Ils se groupent à huit, ou dix, ou douze vendeurs et botteleurs, sous l'autorité d'un « master » de compagnie, à qui revient le soin du recrutement, dans les campagnes de Saint-Pol, Santec, Plougoulm, Plouescat et Cléder. Ils achètent une goélette ou un dundee qui (...) les transporte (...) vers quelque port de Cornouailles ou de Galles : Torquay, Plymouth ou Swansea. »

## Les Johnnies dans la culture populaire

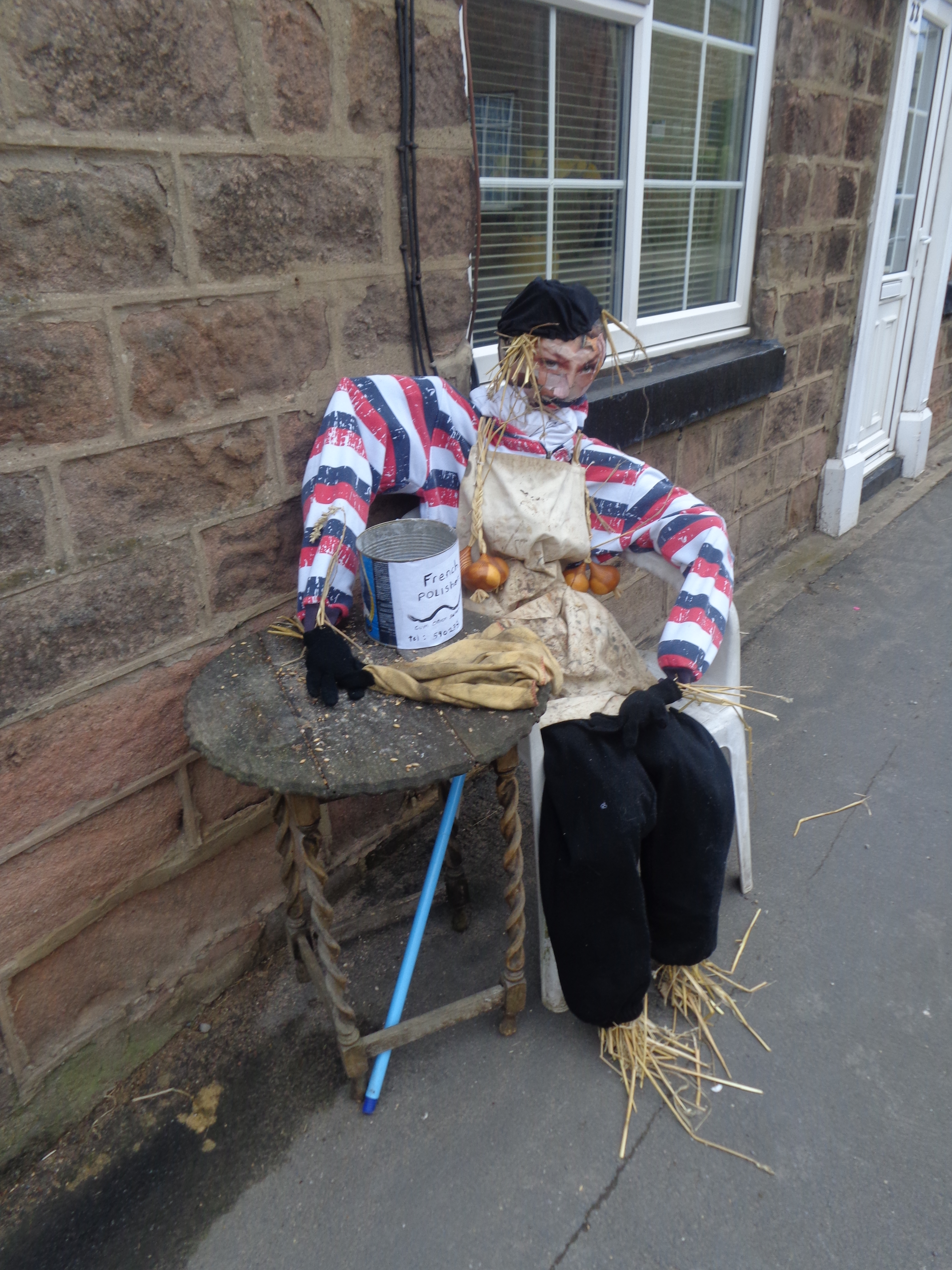
Johnny-épouvantail à Spofforth (Yorkshire du Nord)

La vie des Johnnies a été mise en musique par le groupe « Tonnerre de Brest » dans une de leurs chansons Les Johnnies et également par le groupe nantais Tri Yann dans la chanson « vivre johnnie, vivre » ; ainsi que par le trio EDF (Ewen, Delahaye, Favennec) dans leur album « Route 66 » (chanson Onion Johnnie). Dans son roman jeunesse Les oignons de la fortune, Yvon Mauffret met en scène la vie d'un Johnny. Plusieurs films amateurs et professionnels se font l'écho de la vie des Johnnies, dont certains sont conservés à la Cinémathèque de Bretagne.

## Un métier en voie de disparition
En 2022 l'association des Johnnies ne compte plus que 7 membres (contre plus d'un millier lors de son apogée vers 1930) dont deux seulement ont fait cette même année le voyage Outre-Manche. Le Brexit, la baisse de la livre sterling et la pandémie de Covid ont accéléré le déclin d'une profession en voie de disparition.